# ダイヤモンド・アイ
『ダイヤモンド・アイ』（Diamond Eye）は、1973年10月5日から1974年3月29日までNET（現・テレビ朝日）系各局で毎週金曜日19:30 - 20:00の時間帯に於いて全26話が放送された、NET、東宝制作の特撮テレビ番組。および、作品内に登場するヒーローの名称。
映像上のタイトルは『ダイヤモンド・アイ』だが、『週刊少年サンデー』連載漫画のタイトルや、朝日ソノラマから発売されたレコードジャケットなどに『光の戦士ダイヤモンド・アイ』（ひかりのせんし ダイヤモンド アイ）と表記されていることから、資料によってはこのタイトルで記載しているものもある。

## 概要
前世魔人と呼ばれる怪人の陰謀に対するフリーの記者、雷甲太郎と彼の指輪から現れるヒーロー、ダイヤモンド・アイの戦いを描く。『愛の戦士レインボーマン』に続く川内康範原作、NET・東宝制作のヒーロー番組第2弾である。
この番組は変身ブームの中で制作されたが変身ヒーローものではなく、主人公は雷甲太郎とダイヤモンド・アイの2人である。これは前作『愛の戦士レインボーマン』との差別化を図ると同時に、生身の人間の活躍を描くことで子供たちに純粋な心と人間の勇気を伝えることを目的とし、「変身ヒーロー」ではなく「献身ヒーロー」と銘打っている。
『愛の戦士レインボーマン』など川内康範原作ヒーローに共通する社会性の強い作風が特徴である。物語には当時のオイルショックや公害問題などを反映しており、敵組織も架空団体を用いて資金調達を行うなど現実的な悪を描いている。
後半では、前世魔人の支配者であるキングコブラこと源海龍の娘であるヒメコブラこと蘭花が登場。ヒメコブラが中心となり人間の心を悪に染めて暴れさせてしまう悪魔の薬ドリームXおよび頭脳改造マシンを用いての日本人を奴隷化させる作戦が展開され、前世魔人の非道さが強調された。その前世魔人との熾烈な戦いを描く中で、前世魔人の長としての使命感と初恋の人である甲太郎との愛との間で苦悩する蘭花の悲哀も描かれた。
ダイヤモンド・アイのデザインや一部キャラクターの名称など、川内原作の漫画『黄色い手袋X』（作画桑田二郎）を基にしている。ただし、企画者である衛藤公彦は2作品の共通点についてはメインライターである伊東恒久が知っているのではないかと述べており、伊東自身は『黄色い手袋X』と本作品とは密接な関係はなかった記憶であると述べている。また、主人公である雷甲太郎は『七色仮面』の主人公である蘭光太郎から、登場キャラクターであるカボ子と五郎に関しても『月光仮面』の登場キャラクターであるカボ子と五郎八から採られたものではないかと書籍では指摘されている。

## ストーリー
ルポライター・雷 甲太郎（）、通称ライコウは、政界を揺るがすとある汚職事件を追っていたが、関わる政治家の意を受けた上層部からの圧力により記事を差し止められ、憤りのあまり辞表を叩きつけてフリーランスとなり、事件を追い続ける。だが、圧力の影には「前世魔人」と呼ばれる怪物たちの姿があった。絶体絶命の状況でダイヤの神ダイヤモンド・アイと出会い命を救われたライコウは、その義侠心に惚れ込んだアイから申し出られた助太刀を「自分の力だけでやりたい」と一度は断るが、彼に「私の力が必要になる時が必ず来る」と言われ、アイを普段は封じてあるダイヤ「アラビアの王」付き指輪を託される。こうしてアイは、ライコウが自分の力だけでは好転できない事態に追い込まれた時、彼がダイヤを光にかざして呼びかけるとライコウのもとへ現れ、共に戦うこととなった。
アイの「外道照身霊破光線」を浴びると、人間に化けている前世魔人の正体が明らかになる。その際、アイと前世魔人が繰り広げる「汝の正体みたり! 前世魔人○○!」「ウウー、バレたかー」のやり取りが、毎回の定番となった。

## 登場人物
雷 甲太郎（）
本作品の主人公で通称ライコウ。27歳。第1話時点では「週刊ジャパン」所属のルポライターだったが、同話における大沢山剛造取材に際して上層部から圧力をかけられ、1か月間の取材停止命令を受けたことを契機に「週刊ジャパン」を退社してフリーになる。その後も大沢山の追跡を続け、絶体絶命の危機から救ってくれたダイヤモンド・アイに「アラビアの王」を託され、彼を召喚できる唯一の人間となる。
幼いころにパイロットだった父を亡くし、母・勝子からは平和のために働いて死んでいった父を見習うよう教育を受けたため、非常に強い正義感の持ち主である。法の網を掻い潜る社会悪にはペンで、前世魔人に対してはその拳で臆することなく立ち向かっていく。空手の使い手であり、世界有数の殺し屋たちと素手で、しかも互角に戦う一介のジャーナリストらしからぬ超人振りを発揮し、劇中では四角蹴りなる技すら披露している。また、オートバイの腕もセミプロ級であり、第8回東日本200マイル耐久モトクロスレースでは優勝候補の1人であり、愛用のオートバイ「サンダー号」を取材と戦闘の両面で駆使する。その一方、出前のカレーライスの肉の数が減ったことをぼやくなど、庶民的な感覚の持ち主でもある。
物語後半では源海龍の娘・蘭花と心の交流を持つようになり、彼女を悪の道から救うべく尽力するようになる。
カボ子
ライコウの仲間の1人。22歳。スナック・サンダーを五郎と共同経営している。特技は大型のトランプを用いたトランプ占いで、的中率は高い。トランプ投げの名手でもあり、前世魔人一味とはこれを駆使して戦う。
本名は高柳ミユキといい、幼いころ両親を亡くした後に高柳財閥の養女になるが、高柳夫妻に実娘の真理子が生まれたことから養父と養母の間に軋轢が生じ結果として別居。そのことに責任を感じて名前を捨て、高柳の家を離れたことが第24話で判明している。
第5話からかけている黒縁メガネ（第1話では茶色いレンズのトンボメガネ）がトレードマークで、眼鏡を外すとかなりの美人である。
- 本作品と同じ川内康範原作の『月光仮面』『黄色い手袋X』にも、同名の女性が登場する。
- 企画段階では五郎の恋人であるという設定もあった。

五郎
ライコウの後輩でカメラマン兼アシスタントである太めの青年。スナック・サンダーを開店してからは同店のマスターも務めている。26歳。
三枚目の役割だが、第25話では前世魔人一味の頭脳改造工場を爆破するという、大殊勲を立てている。
海藤警部
ライコウの顔見知りの警部で、東京警察署に勤務している。政治犯の追跡や殺人捜査、現金輸送など幅広い事件を担当している。
息子も刑事であり、麻薬ルートを深追いした結果、殺害された過去を持つ。そんな息子の面影をライコウに重ねており、彼を思いやるがゆえに頑固な態度をとることが多い。娘は刑務所官に嫁いでいるが、その娘婿は18話でドリームXで洗脳されて暴徒化している。
早川編集長
「週刊ジャパン」の編集長。ライコウがフリーとなった後も情報提供するなどの協力を続けている。
モンちゃん
第1話で大沢山の部下・西田がライコウを襲撃した際に右足を負傷した少年。
フーコ
モンちゃんの姉で大沢山の税理士・中村の事務所に勤務していた。中村の死後はスナック・サンダーの手伝いもしていた。
大沢山 剛造
財界の黒幕。ダイヤマニアとしても著名であったが源海龍に殺害される。
大沢山 京子
大沢山の娘で、大沢山の死後は養護施設「みどりの園」の保母として勤務していた。
北見 八郎
大沢山を敬愛していた「アジアの子供が手をつなぐ会」の秘書。総裁の口車に乗せられてライコウが大沢山の死の元凶であると思い込んでいたが、やがて総裁が源海龍と同一人物であることを知り源海龍に立ち向かおうとするが凶弾に倒れた。

## ダイヤモンド・アイ
ブルーダイヤアラビアの王から出現する正義の精で、全能の神の使い。一人称は「予」である。
アイリングを光にかざし、「アイよーっ！」と、その名を呼ぶとアイはライコウの危機を救いに現れる。その登場回数は全26話中、32回。後半ではライコウの相談事に呼び出されることもしばしばあった。アイはこの世の悪霊全てを打ち滅ぼすまで、元のダイヤに戻れぬ宿命であるという。
武器として先端にダイヤをあしらったアイ・ステッキを右手に持つ。剣のように用いることもあるほか、必殺技のロイヤル・パンチやステッキ光線を放つ。
空を飛ぶこともでき、光の玉となって移動することもある。
- 光の無いところではその力を失う[12][6][7]。しかし実際には、ライコウがアイを呼び出す際に、奇跡的に一瞬光を見つけた暗闇の中でも平然と闘っている時が多い。
- アイ・ステッキを奪われると力を失う[6]。アイ・ステッキを手放すことによる弱体化が顕著すぎるため、書籍『レインボーマン大全』ではステッキは分身的存在と推測している[15]。
- 大きな音、寒さ、熱に弱い。
- 光が無いと戦えない一方、光が強過ぎると逆に力を失う。

など、弱点が多い。
デザイン・造形
キャラクターデザインは前作『レインボーマン』に続き岡迫亘弘が担当した。
ダイヤが目ではなく額にあるデザインも描かれたが、目をダイヤにすることが川内側の条件であったため不採用となった。
撮影用スーツは、初期は濃い青色である。

### 主な技
外道照身霊波光線
両眼から発射される粒子状の青い光線。人間に化けた前世魔人の変身を強制的に解除させる技である。
「外道照身霊破光線！ 汝の正体みたり！ 前世魔人○○！」「ばぁれたかぁ〜」のアイと前世魔人とのやりとりは、これは原作者である川内により「歌舞伎のように敵もこう、大見得を切って“うーぬ～！ ばあれたかあっ!!”とやって見せるのはどうかね」と発案されたものである。
怨霊逃散洗霊光線
左手から発射される光線で、前世魔人の魔力を消去するために使用される。最終回では、蘭花を前世魔人から人間に転生させた。
ステッキ光線
アイ・ステッキから発射される光線。基本的に牽制に使われ前世魔人を倒すほどの破壊力はないが、戦闘員レベルの魔人なら倒せる。
ダイヤ礫（）
ダイヤモンドを取り出し、「ダイヤ礫！」と叫んで相手に投げつけると、命中と同時に爆発しダメージを与える。このほか「光の道(劇中では『愛と正義で献身する道』と呼称)」、「飛行リング」に変化させることも可能。
正義の風
「正義の風！」と叫びながらマントで相手を扇ぐような動作をすると、突風が起きて相手を吹き飛ばしてしまう。
ロイヤル・パンチ
「外道死ね！」、「外道消えろ！」などと叫び、「ロイヤルパンチ！」の掛け声とともに光弾となった束のダイヤを放つ技。一撃で前世魔人を木っ端微塵にしてしまう。また一度狙った相手をどこまでも追いかけていく特性もある。アイの必殺技であるが、杖や剣などで打ち返されることもあった。

## 前世魔人
悪霊世界に巣食う魔人の一族。設定では前世で人間や十二支の動物になれなかった魑魅魍魎の化身であるとされる。
ほぼ全ての魔人が人間に化ける能力を持っており、長であるキングコブラも香港暗黒街の王・源海龍を始め、いくつもの顔を持つ。世界征服の手始めとして全アジアの征服を目論んでおり、軍資金調達を目的としたハリケーン作戦、続いてアジアを征服するための兵士を作るドリームX作戦を実行する。
同種族が繰り返し登場し、名前も姿形も全く同一である。設定ではそれぞれケラリン族などの部族であるとされる。
第8話より、前世魔人が登場する際に前世魔人の名前がテロップで表示されるようになり、特に大幹部の場合「前世魔人ヒメコブラ!!」という形で感嘆符まで付くようになった。
源海龍（）/前世魔人キングコブラ
表向きは香港の貿易会社の社長だが、裏の顔は香港暗黒街の支配者。目的は全アジアの支配であり、そのために後述するハリケーン作戦をはじめとした数々の活動でその軍資金を肥やしている。13の顔を持つ男と呼ばれる変装の名人であり、劇中でも「アジアの資源を調べる会」のダン会長や、「アジアの子供が手をつなぐ会」の総裁になりすまして暗躍する。
その正体は前世魔人の帝王キングコブラである。
武器は剣と両肩のコブラの口が吐き出す炸裂弾で、剣はアイの必殺技ロイヤル・パンチを打ち返すこともできる。第9話では槍も使用する。黒雲を呼ぶ能力もあり、これでアイのエネルギーである光の供給を断つことも可能。現世で倒さない限り不死身であり、いざとなるとアイの手の出せない悪霊界に逃げ込んで身の安全を保つ。一度だけだが、馬頭人や牛頭人を再生させる能力も見せた。
源海龍としては沈着にして大胆不敵な知性派だが、キングコブラになると言動・性格共にかなり剽軽になってしまう。後述する蘭花に対しては自分の後継者としての自覚を常々促していたが、一人娘ということもあって甘い態度をとることも多い。
蘭花（）/前世魔人ヒメコブラ
14話から登場した源海龍の一人娘、前世魔人の女王で本作品の実質的なヒロインというべき存在。パリに留学していたが、アイとの戦いで重傷を負った父に呼び寄せられ、彼に代わって前世魔人の指揮を執る。右手のコブラから赤い糸を吐いたり、コブラの中に敵を吸い込む技を用いる。また「怨霊の闇」という暗黒を作り出して、アイへの光の供給を絶つこともできる。
淑やかであるがプライドが高く、母親が人間であるがゆえか、非情になりきれない優しい心の持ち主で、弱者を巻き込んだり利用することに強い忌避感を感じており、敵であるライコウに心惹かれることに苦悩する。
彼女の善悪の狭間での葛藤や、悪の呪縛からの解放までの道程が物語後半の大きな縦糸となる。
キルト/前世魔人オニカブトン
14話から25話に登場した、源海龍および蘭花の参謀を務める最高幹部。人間態は眼鏡をかけた知的な紳士だが、部下を爆薬を装着して特攻させることも辞さない冷酷な男。時には蘭花に対して苦言や皮肉を発することがあり、彼女を介さず独自に作戦を行うこともある。
前世魔人になっても首に紫のスカーフを巻く洒落者で、カブト虫を思わせる角が生えている。キングコブラやヒメコブラを治療する役目と能力を持つ。
ケロキャット
その名の通り猫に似た姿を持つ前世魔人。劇中に登場した者は全て女性であり、うち2人は前世魔人一味の幹部である。
猫マスク
6,7話に登場した、仮面にボディスーツ、マント姿の女殺し屋。ゲララチン族のドリルの妻でもあり、夫の仇討ちを兼ねてライコウとアイの命を狙う。変装を得意としており、カボ子や交通事故の被害者に化けている。6話では手間のかかる誘拐などしないと発言していたが、7話ではカボ子を誘拐している。
鞭使いであり、人間態・前世魔人両方で武器として用いる。
朱玉
2話から13話に登場した源海龍の片腕というべき美女。変装を得意とする行動派で、数々の暗殺や証拠隠滅を成功させている凄腕。
前世魔人としては鎖につないだ回転鋸とロイヤルパンチを防御する盾を武器として用いる。
魔倫
蘭花の側近を務める美女で、武器は青いマニキュアを塗った爪。「殺人マシン」と呼ばれ、部下には冷酷である反面、蘭花の身を思いやるがゆえに彼女に振り回されることもある。
23話でのアイとの決戦では、刺叉・ブーメラン・槍の三種の武器を駆使して戦った。
モージンガー
一つ目の牛の前世魔人。
西田
第1話に登場。大沢山の部下。前世魔人としての武器は剣と姿を自由に消す能力。
殺し屋ホーク
第10話に登場。神父姿の殺し屋で、アイの抹殺とエルドニア国への援助金2億ドルを強奪するのが使命。モンちゃんを人質に取り、光の射さない「地獄トンネル」の中にアイを誘き出し、呪いの輪と呼ばれる一族の怨念がこもった鼻輪で彼を拘束することに成功した。脱出に成功したアイを「呪いの輪」で再び窮地に追い込むが、海藤警部とモンちゃんにきりきり舞いさせられる羽目になってしまう。
マッド
第17話に登場。ハチマキに軍服という格好。「日本をよくする会」に社会に不満を持つ若者を集め、ドリームXで洗脳・凶暴化させて集団で暴れさせる。突進とホーン爆弾が武器。アイに敗れたあとは、人間態・前世魔人の姿両方で腕を包帯で吊るしていた。
サタンバット
2本の角、蝙蝠に似た翼、餓鬼の如き肋骨と膨らんだ腹の悪魔のような前世魔人。唯一飛行能力を持つ種族。
口から火炎と爆発する針を放ち、翼で突風を起こす。
陳
第2話に登場。
陶
第8話に登場。陳の兄。
コンドル
第14話に登場。殺し屋。
キルトの部下
第18話に登場。
ゲラン
第21話に登場。殺し屋。
ヒトデツボ
真っ赤な髪に緑の肌、膨らんだ腹は壺状になっており、臍に当たる部分はヒトデそっくりである。この臍から物を溶かす毒液や地獄竜巻、敵を凍結させるスノーロープを噴出する。
片目のタイガー
第3話に登場。
貂
第8話に登場。片目のタイガーの妹。
百田
第15話に登場。百点塾の塾長。
デムラ
第20話・第21話に登場。
ドグラ
第26話に登場。殺し屋。
ケラリン
青い肌で常に笑ったような表情が特徴の前世魔人。河童のような頭をしており、これを撫で回す動きをする。
鋭い爪やナイフ、銃を武器とする。
マシンガンのジョー
第4話に登場。
殺し屋サターン
第11話に登場。
K-12号
第25話に登場。
ワレアタマ
頭部の赤い割れ目が特徴の前世魔人。
大鎌や剣を武器とし、ワレアタマ稲妻剣やワレアタマ分身の術を得意とする。
首切りジャガー
第5話に登場。
バイパー
第9話に登場。源海龍の部下。
蘭花の部下
第15話に登場。
ゲルバ
第16話に登場。
ゲララチン
ハサミムシに似た形態で、亀のような甲羅を持つ昆虫型前世魔人。
甲羅を取り外して盾とするほか、火の玉の術や目玉爆弾の技を持つ。
ドリル
第6話に登場。殺し屋。
ウルフ
第12話に登場。殺し屋。
蘭花の部下
第15話に登場。
源海龍の部下
第19話に登場。
ガムロ
第22話に登場。
キルトの部下
第24話に登場。
牛頭人・馬頭人
前世魔人の雑兵で、人間態では赤い覆面に黒い衣装を纏うことが多い。骨状の棍棒や杖を武器として用いており、拳銃など武装していても外道照身霊波光線を浴びるとこれに戻ってしまう。
劇中では単に前世魔人と呼ばれている。
- デザイン画では「牛魔人」「馬魔人」と称されていた。

## 用語
アラビアの王
時価10億円のブルーダイヤ。
エルドニア国
スナック・サンダー
ドリームX
ドクロの花と呼ばれる地獄の血の池に咲く花の結晶で、人間を凶暴化させたり、洗脳させる。これによって悪の心を呼び起こされると、短時間だけだが、牛頭人に似た頭となる。
ハリケーン作戦
資産を不整蓄財者から奪う作戦。

## スタッフ
- 企画：衛藤公彦
- 原作：川内康範
- プロデューサー：片岡政義（NET）、山本悦夫（東宝）
- 監督：高瀬昌弘、六鹿英雄、山田健
- 脚本：伊東恒久、田村多津夫
- 特技監督：真野田陽一
- 音楽：池多孝春
- 撮影：田島文雄
- 照明：大野晨一
- 美術：朝生治男
- 録音：坂田通俊
- 助監督：中村孝昭
- 編集：清水邦夫
- 殺陣：渡辺高光 （第1話〜第13話まで担当）、上西弘次、宇仁貫三
- 制作主任：寺本巌
- 特殊撮影：志賀邦利
- 特殊美術：鈴木ますみ
- 操演：中代文雄
- 特技助監督：増子正美
- 衣裳：京都衣裳株式会社
- 効果：協立効果
- 現像：東京現像所
- 連絡担当：中川与志雄
- ユニットマネージャー：新野悟
- 協力：愛企画センター、萬年社
- 制作：NET、東宝

## 主題歌
オープニングテーマ - 「ダイヤモンド・アイ」
作詞：川内康範 / 作曲・編曲：池多孝春 / 歌：ヤング・フレッシュ
エンディングテーマ - 「ライコウマーチ」
作詞：川内康範 / 作曲・編曲：池多孝春 / 歌：ロイヤル・ナイツ

## キャスト
主演の大浜は前作『愛の戦士レインボーマン』のオーディションにも参加していた。
- 雷甲太郎：大浜詩郎
- カボ子：黒沢のり子
- 五郎：福田悟
- 海藤警部：玉川良一（第1、2、4、10、18話）
- 早川編集長：久野四郎（第1、3、5、14、16、20、26話）
- 雷勝子：菅井きん（第1、14話）
- 大沢山京子：青木英美（第2 - 7、9、11 - 13話）
- 大沢山剛造：神田隆（第1 - 4話）
- モンちゃん：簾内滋之（第1、2、5、6、10、15、19、23話）
- 北見八郎：谷岡行二（第5 - 11話）
- 朱玉 / ケロキャット：真山知子（第1 - 13話）
- 蘭花 / ヒメコブラ：隅田和世（第14 - 26話）
- キルト / オニカブトン：片岡五郎（第14 - 21、24、25話）
- 魔倫 / ケロキャット：吉田未来（第16、17、19、23話）
- 源海龍 / キングコブラ：南原宏治（第1 - 14、19、21、26話）
- ダイヤモンド・アイ：熊谷巌（第1、3、5、7、9、11、13話）、田尻陽一郎（第2、4、6、8、10、12、14 - 26話）
- ダイヤモンド・アイの声：池水通洋（第1 - 7話）、野田圭一（第8 - 26話）
- 前世魔人：橋本春彦、二家本辰巳、有川兼光、遠矢孝信、古館剛志、岩下純二ほか
- ナレーター：中江真司

## 放送リスト
参照宇宙船SPECIAL 1998, p. 144
| 放送日         | 話数 | サブタイトル               | 登場怪人 （人間態）                                                                                          | 脚本       | 監督     |
| -------------- | ---- | -------------------------- | --- | ---------- | -------- |
| 1973年 10月5日 | 1    | わが名はダイヤモンド・アイ | - モージンガー（西田・演：木村博人）                                                                         | 伊東恒久   | 高瀬昌弘 |
| 10月12日       | 2    | 前世魔人を倒せ！           | - サタンバット（陳・演：中庸介）                                                                             | 伊東恒久   | 高瀬昌弘 |
| 10月19日       | 3    | ハリケーン作戦準備完了！   | - ヒトデツボ（片目の虎・演：木島進介）                                                                       | 伊東恒久   | 六鹿英雄 |
| 10月26日       | 4    | 挫けるなライコウ           | - ケラリン（マシンガンのジョー・演：上西弘次）                                                               | 伊東恒久   | 六鹿英雄 |
| 11月2日        | 5    | 消えた20億！               | - ワレアタマ（首切りジャガー・演：黒部進）                                                                   | 伊東恒久   | 高瀬昌弘 |
| 11月9日        | 6    | ライコウ 絶体絶命！        | - ゲララチン（ドリル・演：内田勝正）                                                                         | 伊東恒久   | 高瀬昌弘 |
| 11月16日       | 7    | 死の壁を砕け！             | - ケロキャット（猫マスク・演：塩沢とき）                                                                     | 田村多津夫 | 高瀬昌弘 |
| 11月23日       | 8    | 黒幕を追え！               | - サタンバット（陶・演：マイケル中山） - ヒトデツボ（貂・演：大堀早苗）                                      | 田村多津夫 | 六鹿英雄 |
| 11月30日       | 9    | 宝石展示会の陰謀！         | - サタンバット（声・マイケル中山） - ワレアタマ（バイパー・演：仙波和之）                                    | 田村多津夫 | 六鹿英雄 |
| 12月7日        | 10   | モージンガー大反撃         | - モージンガー（ホーク・演：市村昌治）                                                                       | 伊東恒久   | 高瀬昌弘 |
| 12月14日       | 11   | ケラリン族の大挑戦         | - ケラリン（殺し屋サターン・演：北九州男）                                                                   | 田村多津夫 | 高瀬昌弘 |
| 12月21日       | 12   | ゲララチンの総攻撃         | - ゲララチン（ウルフ・演：笹本顕）                                                                           | 田村多津夫 | 六鹿英雄 |
| 12月28日       | 13   | キングコブラの大決戦！     | - ケロキャット（朱玉・演：真山知子）                                                                         | 伊東恒久   | 六鹿英雄 |
| 1974年 1月4日  | 14   | 新たな敵ヒメコブラ         | - サタンバット（コンドル・演：荒木保夫）                                                                     | 田村多津夫 | 高瀬昌弘 |
| 1月11日        | 15   | 魔の穴!! ヒトデツボの猛撃  | - ヒトデツボ（百田・演：福山象三） - ワレアタマ（蘭花の部下・演：不明） - ゲララチン（蘭花の部下・演：不明） | 伊東恒久   | 高瀬昌弘 |
| 1月18日        | 16   | 秘術!! 電光ワレアタマ      | - ワレアタマ（ゲルバ・演：上野山功一）                                                                       | 伊東恒久   | 六鹿英雄 |
| 1月25日        | 17   | ケロキャットの大勝負       | - モージンガー（マッド・演：石光豊）                                                                         | 田村多津夫 | 六鹿英雄 |
| 2月1日         | 18   | オニカブトンの大脱走       | - サタンバット（キルトの部下・演：不明）                                                                     | 田村多津夫 | 山田健   |
| 2月8日         | 19   | キングコブラの大復活       | - ゲララチン（源海龍の部下・演：不明）                                                                       | 田村多津夫 | 山田健   |
| 2月15日        | 20   | ヒトデツボ 地獄の大竜巻    | - ヒトデツボ（デムラ・演：石山雄大）                                                                         | 伊東恒久   | 六鹿英雄 |
| 2月22日        | 21   | キングコブラ 大処刑作戦    | - サタンバット（ゲラン・演：尾崎孝二） - ヒトデツボ（デムラ）                                                | 伊東恒久   | 六鹿英雄 |
| 3月1日         | 22   | ヒメコブラ大死闘           | - ゲララチン（ガムロ・演：鈴木和夫）                                                                         | 伊東恒久   | 高瀬昌弘 |
| 3月8日         | 23   | アイ抹殺大作戦             | - ケロキャット（魔倫・演：吉田未来）                                                                         | 田村多津夫 | 高瀬昌弘 |
| 3月15日        | 24   | ダイナマイト大作戦         | - ゲララチン（キルトの部下・演:池上臣功）                                                                    | 田村多津夫 | 山田健   |
| 3月22日        | 25   | 秘密工場大作戦             | - ケラリン（K12号・演：不明）                                                                                | 田村多津夫 | 山田健   |
| 3月29日        | 26   | キングコブラ 大決戦        | - ヒトデツボ（ドグラ・演：鹿島信哉） - モージンガー - ケラリン - ワレアタマ - ゲララチン                     | 伊東恒久   | 山田健   |

## 漫画
- 週刊少年サンデー 1973年43号 - 1974年13号　橋本勝己[1]
- 小学一年生 1973年7月号 - 1974年3月号　制野秀一
- 小学二年生 1973年7月号 - 1974年4月号　森藤よしひろ
- 小学三年生 1973年7月号 - 1974年3月号　かたおか徹治
- 小学四年生 1973年8月号 - 1974年3月号　居村真二[29]
- 小学五年生 1973年7月号 - 1974年2月号　森藤よしひろ[29]
- 小学六年生 1973年7月号 - 1974年2月号　時里信一
- テレビランド 1973年10月号 - 1974年4月号[注釈 10] 長谷川清俊[29]

## 映像ソフト化
- 1995年6月に7枚組のLD-BOXが発売[30]。
- 2003年3月21日に全話収録のDVD-BOXが発売。
- 2016年1月20日に「東宝DVD名作セレクション」の第6弾として単巻のDVDが全4巻で発売[31]。

## 放送局
- 関東圏：NETテレビ（現：テレビ朝日）：金曜 19:30 - 20:00[32]
- 北海道：北海道テレビ：金曜 19:30 - 20:00[33]
- 青森県：青森テレビ：水曜 19:00 - 19:30[34]
- 岩手県：岩手放送（現：IBC岩手放送）：火曜 18:00 - 18:30[35]
- 山形県：山形テレビ：月曜 18:00 - 18:30[36]
- 秋田県：秋田放送：土曜 17:53 - 18:23[37]
- 宮城県：宮城テレビ：水曜 18:00 - 18:30[38]
- 福島県：福島中央テレビ：水曜 18:00 - 18:30[39]
- 新潟県：新潟放送：金曜 17:30 - 18:00[40]
- 長野県：信越放送：木曜 17:15 - 17:45[41]
- 山梨県：山梨放送：金曜 18:00 - 18:30[42]
- 富山県：北日本放送
- 石川県：石川テレビ：水曜 18:00 - 18:30[43]
- 福井県：福井放送
- 静岡県：静岡放送
- 中京圏：名古屋放送：金曜 19:30 - 20:00、NET同時[44]
- 関西圏：毎日放送：金曜 19:30 - 20:00、NET同時[45]
- 鳥取県・島根県：日本海テレビ：金曜 18:00 - 18:30[46]
- 岡山県：岡山放送：金曜 18:00 - 18:30、21日遅れ[47]
- 広島県：広島ホームテレビ：金曜 19:30 - 20:00、NET同時[48]
- 山口県：山口放送：水曜 18:00 - 18:30[49]
- 徳島県：四国放送
- 香川県：瀬戸内海放送：金曜 19:30 - 20:00、NET同時[45]
- 愛媛県：南海放送：木曜 18:00 - 18:30(最初の2回のみ)→木曜17:55 - 18:25、約半年遅れ[50]
- 高知県：テレビ高知
- 福岡県：九州朝日放送：金曜 19:30 - 20:00、NET同時[51]
- 長崎県：長崎放送：金曜 17:00 - 17:30[52]
- 熊本県：テレビ熊本：月曜 17:30 - 18:00[53]
- 大分県：大分放送
- 宮崎県：宮崎放送：水曜 18:00 - 18:30[54]
- 鹿児島県：鹿児島テレビ：火曜 18:00 - 18:30（1973年11月6日から放送、1か月遅れ）[55]
- 沖縄県：琉球放送